# Uniwersalne okręty desantowe typu Dokdo

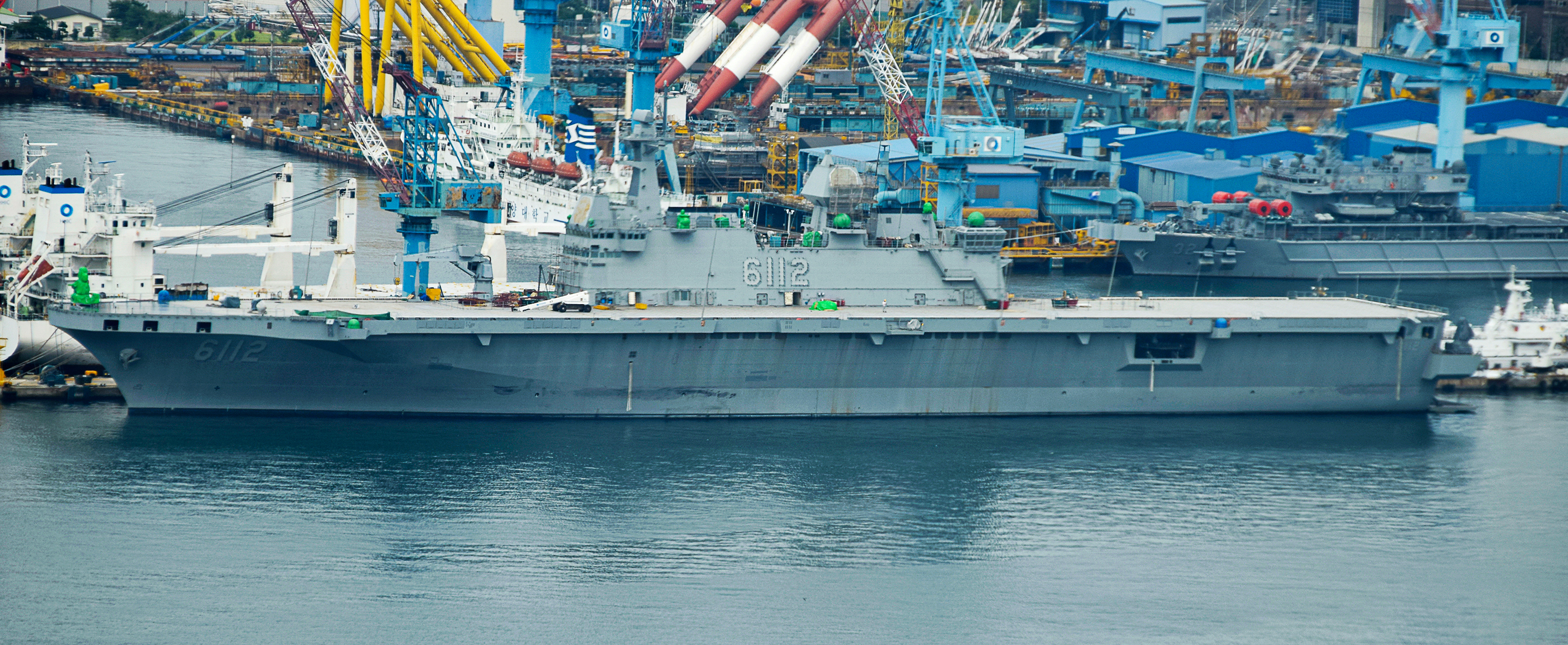
Sylwetka „Marado”

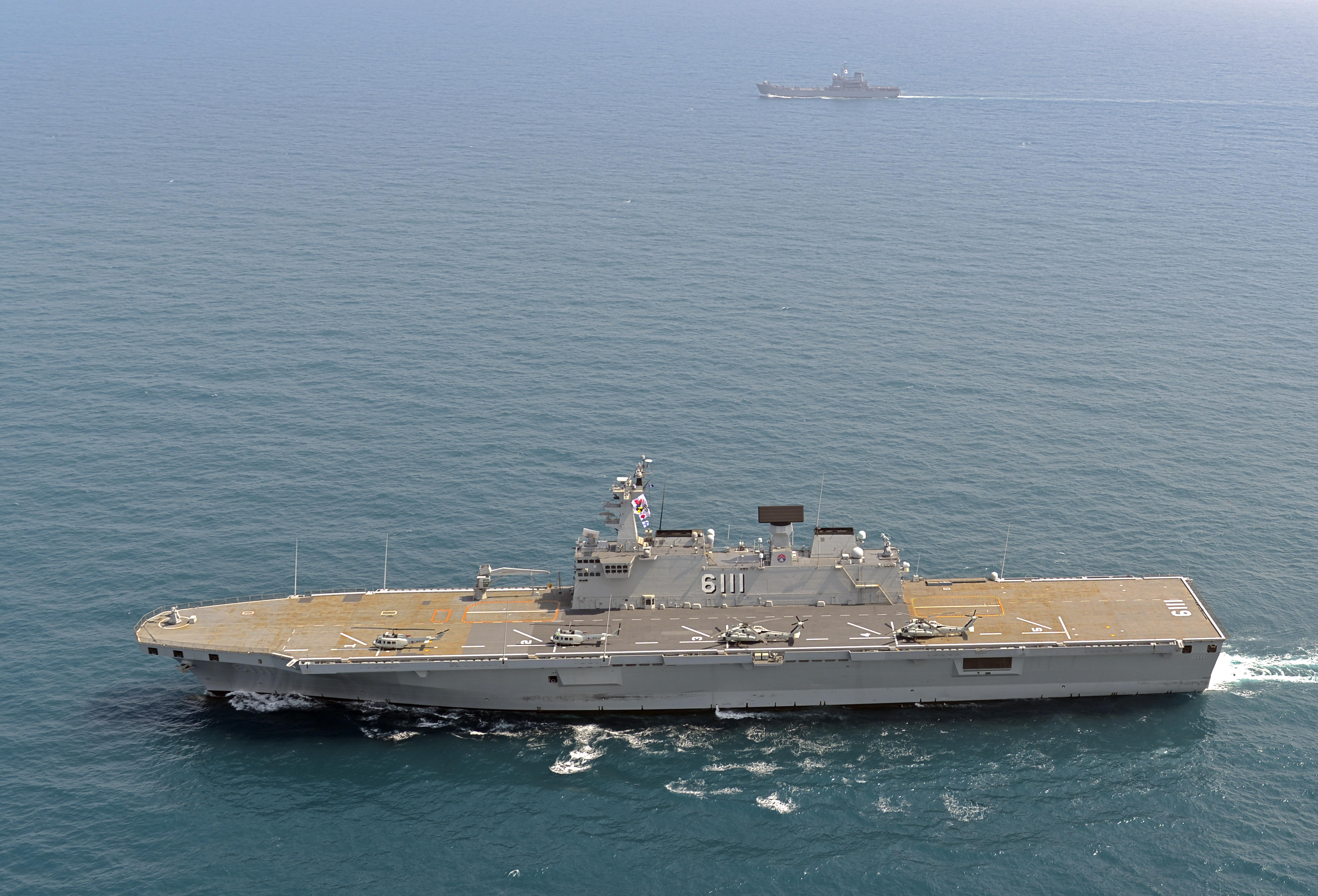
„Dokdo” od góry

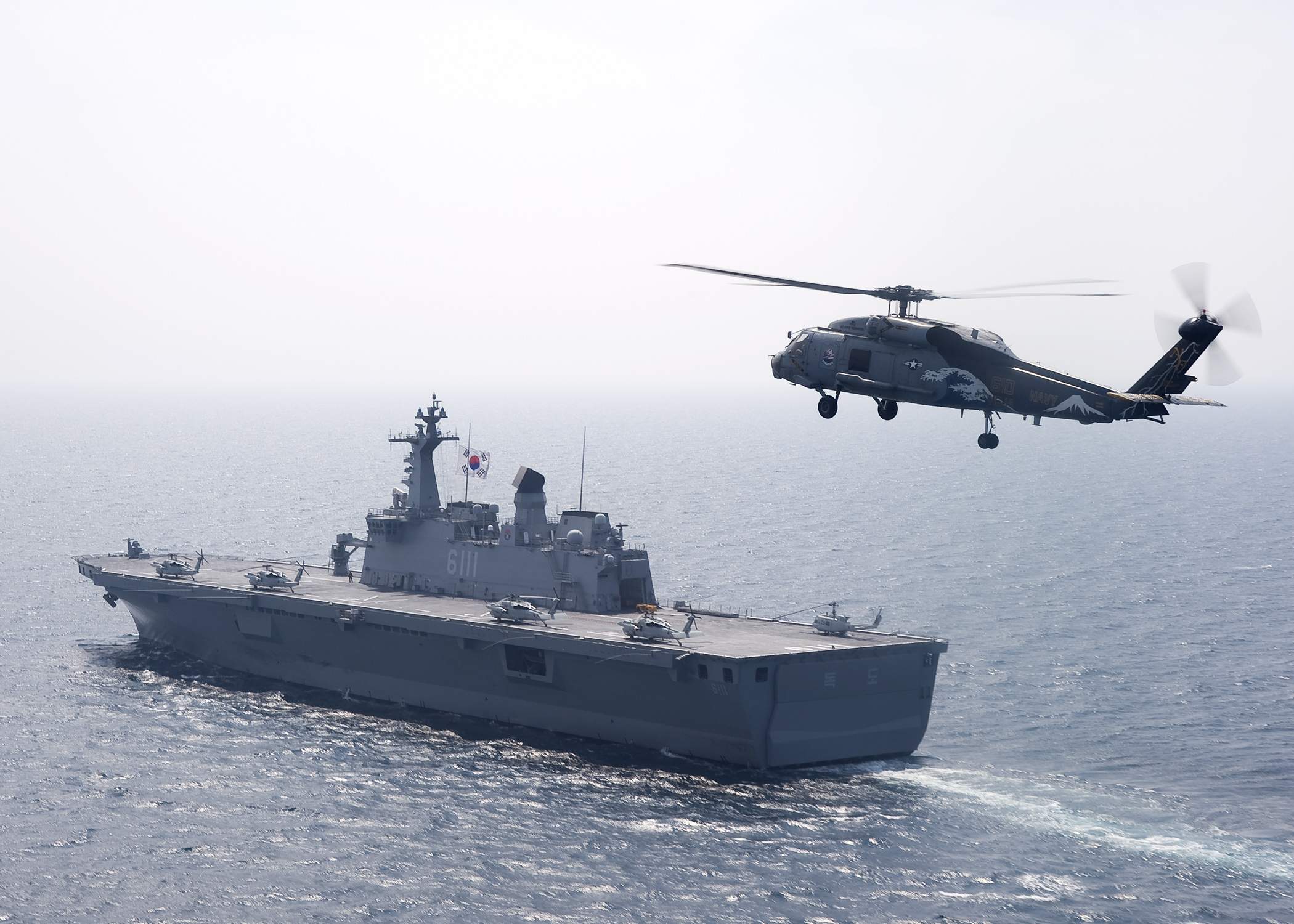
Amerykański śmigłowiec SH-60F podchodzi do lądowania

Uniwersalne okręty desantowe typu Dokdo – południowokoreańskie okręty desantowe-doki, z których pierwszy „Dokdo” wszedł do służby w 2007 roku. Zbudowano dwa okręty. Na etapie budowy znane były także pod oznaczeniem LPX (Landing Platform – Experimental). „Dokdo” stał się największym okrętem zbudowanym dla marynarki Korei Południowej.

## Historia
W 2001 prezydent Korei Południowej Kim Dae-jung ogłosił projekt rozwoju marynarki wojennej zakładający powstanie do 2020 roku do trzech grup szybkiego reagowania składających się z nowych koreańskich niszczycieli typu KDX-2 i 3, fregat rakietowych FFX, a także nowych okrętów desantowych. Okrętem flagowym każdej z grup ma być okręt desantowy typu Dokdo.
Głównym zadaniem nowych okrętów będzie przeprowadzanie operacji desantowych i wsparcie walczących oddziałów. Pod względem wymiarów okręt dorównuje takim lotniskowcom jak „Principe de Asturias” i „Chakri Naruebet”, jednak zgodnie z oficjalnymi deklaracjami władz Korei Południowej nie będzie wykorzystywany jako lotniskowiec, pomimo że przystosowanie okrętu do tej roli wymaga tylko drobnych zmian konstrukcyjnych.
Istnieją plany zakładające wykorzystanie jednostek typu Dokdo w misjach pokojowych ONZ i w trakcie udzielania pomocy ofiarom klęsk żywiołowych. Mogą one pełnić także funkcje okrętów dowodzenia. Budowa pierwszego okrętu serii, który otrzymał imię „Dokdo” (독도) od koreańskich wysp na Morzu Japońskim (będących przedmiotem sporu z Japonią) rozpoczęła się w 2003 roku w stoczni Han-jin Heavy Industries & Constructions (HHI) w Pusan. Wodowanie okrętu miało miejsce 12 lipca 2005, wejście do służby nastąpiło 3 lipca 2007. Nosi on numer taktyczny LPH-6111. Koszt budowy jednostki szacowany jest na 266,2 miliona USD. Z powodów budżetowych budowa dalszych jednostek została odroczona i dopiero po kilkunastu latach zbudowano drugi okręt „Marado” (wodowany 14 maja 2018, przyjęty do służby 28 czerwca 2021 roku).
Planowano budowę czterech jednostek, lecz ostatecznie z budowy dwóch ostatnich zrezygnowano na rzecz projektowanego okrętu o większych możliwościach lotniczych.

## Konstrukcja
Okręty mają konstrukcję typową dla uniwersalnych okrętów desantowych, z ciągłym pokładem lotniczym o prostokątnym obrysie na całej długości i szerokości. Długość całkowita wynosi 199 m, szerokość 31 m. Wyporność standardowa wynosi 14 300 t, a pełna 18 800 t. Na prawej burcie na pokładzie lotniczym, typowo dla okrętów lotniczych, umieszczona jest długa nadbudówka o gładkich pochyłych ścianach. W jej przedniej części na najwyższej kondygnacji jest przeszklone główne stanowisko dowodzenia, a za nim z lewej strony nadbudówki, nad pokładem lotniczym, jest wystające stanowisko kontroli lotów. Na dachu znajdują się dwa maszty stanowiące podstawy dla anten oraz dwa kominy, ukształtowane w formie graniastosłupów. Pokład ma wyznaczone pięć stanowisk do startu śmigłowców, po lewej stronie. Znajdują się na nim dwa podnośniki lotnicze, przed i za nadbudówką. Przed nadbudówką, na skraju pokładu obok podnośnika jest żuraw ładunkowy. Pod pokładem lotniczym znajduje się pokład hangarowy. Na niższym pokładzie znajdują się przede wszystkim pomieszczenia bytowe, dla załogi i 720 żołnierzy. Załadunek umożliwia furta w prawej burcie. Znajduje się tam też Bojowe Centrum Informacyjne. Poniżej znajduje się pokład ładunkowy do transportu ciężkiej techniki, jak czołgi, a w części rufowej zatapialny dok, zamykany od tyłu dwudzielną rampą.
Okręt zabiera do zatapialnego doku dwa koreańskie poduszkowce desantowe LSF-2 lub ich amerykański odpowiednik LCAC, albo cztery barki desantowe typu LCM-8 lub sześć LCU Mk 10. Razem z poduszkowcami może transportować 10 czołgów K1A1 i 720 żołnierzy desantu (batalion piechoty morskiej), albo 70 czołgów lub 200 ciężarówek. Można też zabierać pływające transportery opancerzone LVTP-7, wyładowywane bezpośrednio z doku. Na okręcie może bazować 15 średnich śmigłowców Sikorsky UH-60 Black Hawklub podobnych, albo szturmowych Bell AH-1 Cobra. Nie przewidywano bazowania na okręcie samolotów krótkiego lub pionowego startu i lądowania (STOVL, VTOL, V/STOL), jak AV-8B Harrier II i brak jest skoczni ułatwiającej start samolotom, lecz pokład wyłożony jest uretanem znoszącym wysokie temperatury gazów silników odrzutowych. W 2018 roku jednakże przedstawiono plany modernizacji okrętów w celu przystosowania do bazowania na nich samolotów krótkiego startu i pionowego lądowania F-35B Lightning.
Uzbrojenie obronne okrętu składa się z wyrzutni Mk 43 pocisków przeciwlotniczych krótkiego zasięgu RIM-116 RAM umieszczonej na dachu z przodu nadbudówki, nad pomostem dowodzenia, oraz dwóch zestawów artyleryjskich obrony bezpośredniej kalibru 30 mm Goalkeeper (jeden na dachu na końcu nadbudówki, a drugi umieszczony na końcu pokładu na dziobie). Możliwe jest zamontowanie w przyszłości wyrzutni pocisków przeciwlotniczych krótkiego zasięgu ESSM przed nadbudówką.
Napęd stanowią cztery silniki wysokoprężne SEMT Pielstick (MAN Diesel) 16 PC2.5 STC zmontowane przez koreańską firmę DIHCO, o mocy po 7650 kW, napędzające dwie pięciołopatowe śruby. Silniki umieszczone są parami w dwóch siłowniach. Za śrubami umieszczone są dwa klasyczne stery. W części dziobowej okręt ma ster strumieniowy.
Wyposażenie radioelektroniczne:
- radar trójwspółrzędny dozoru powietrznego Thales SMART-L
- radar dozoru ogólnego Thales MW 08
- radar nawigacyjny SPS-95K
- głowica optroniczna Sagem Vampir MB
- system walki radioelektronicznej SLQ-200(V)5K Sonata
- systemy łączności
- system przeciwtorpedowy SLQ-260X TACM
- wyrzutnie celów pozornych EADS Dagaie Mk 2